# Oxylides albata
Oxylides albata är en fjärilsart som beskrevs av Aurivillius 1895. Oxylides albata ingår i släktet Oxylides och familjen juvelvingar. Inga underarter finns listade i Catalogue of Life.